# Цеханув
Цеха́нув (пол. Ciechanów [t͡ɕeˈxanuf]; рус. дореф. Цѣхановъ) — город в Польше, входит в Мазовецкое воеводство, Цеханувский повят. Имеет статус городской гмины. Занимает площадь 32,51 км². Население — 46 112 человек (на 2005 год).

## Известные жители и уроженцы
- В Цехануве родилась польская певица Дода.
- Цеханув — родина топ-модели Касии Страсс.
- Родина известного российского и советского летчика и изобретателя Игнатия Валентея.
- Здесь родилась и жила до отправки в Освенцим деятельница еврейского сопротивления Холокосту Роза Робота.

## Фотографии

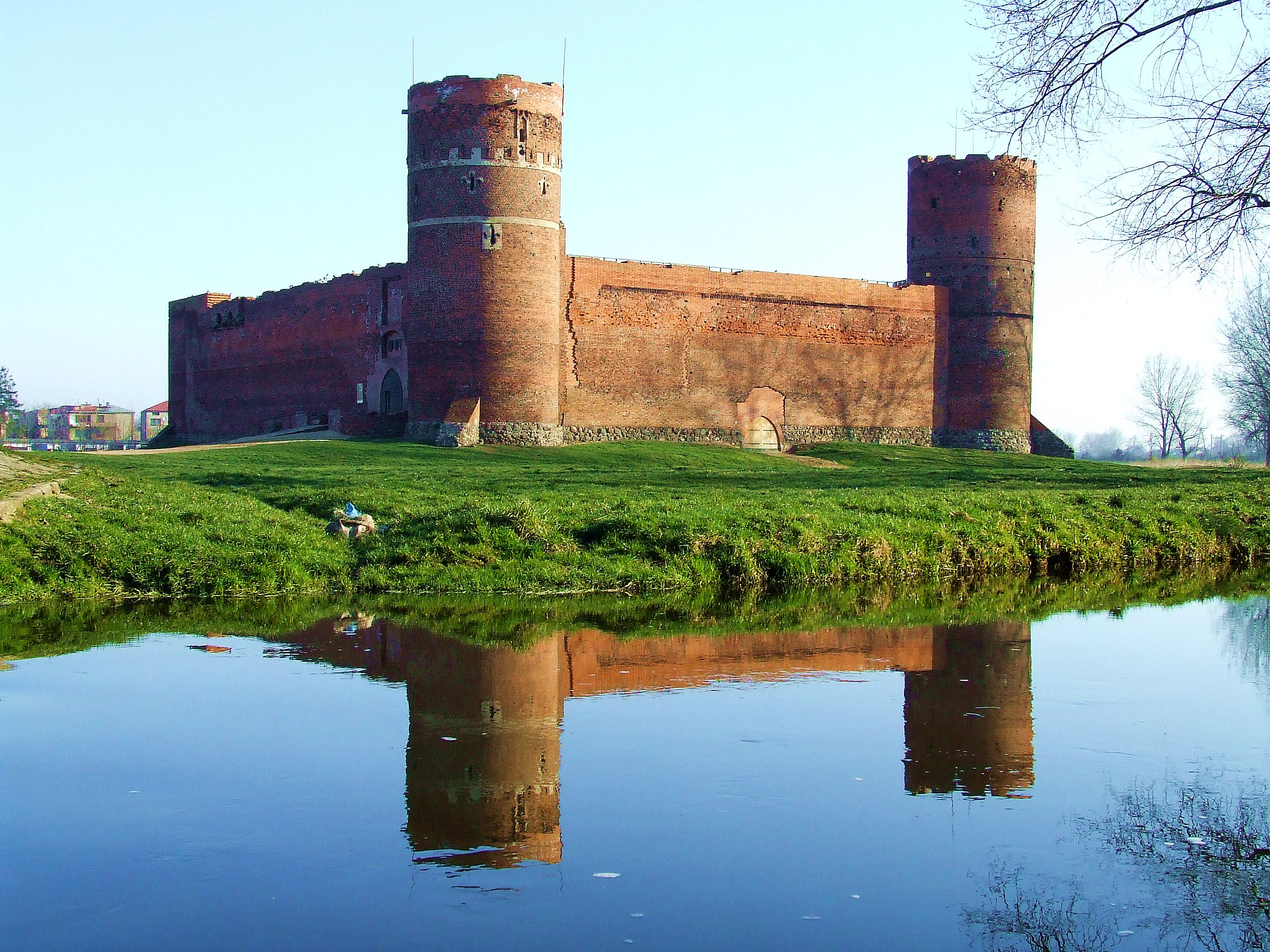
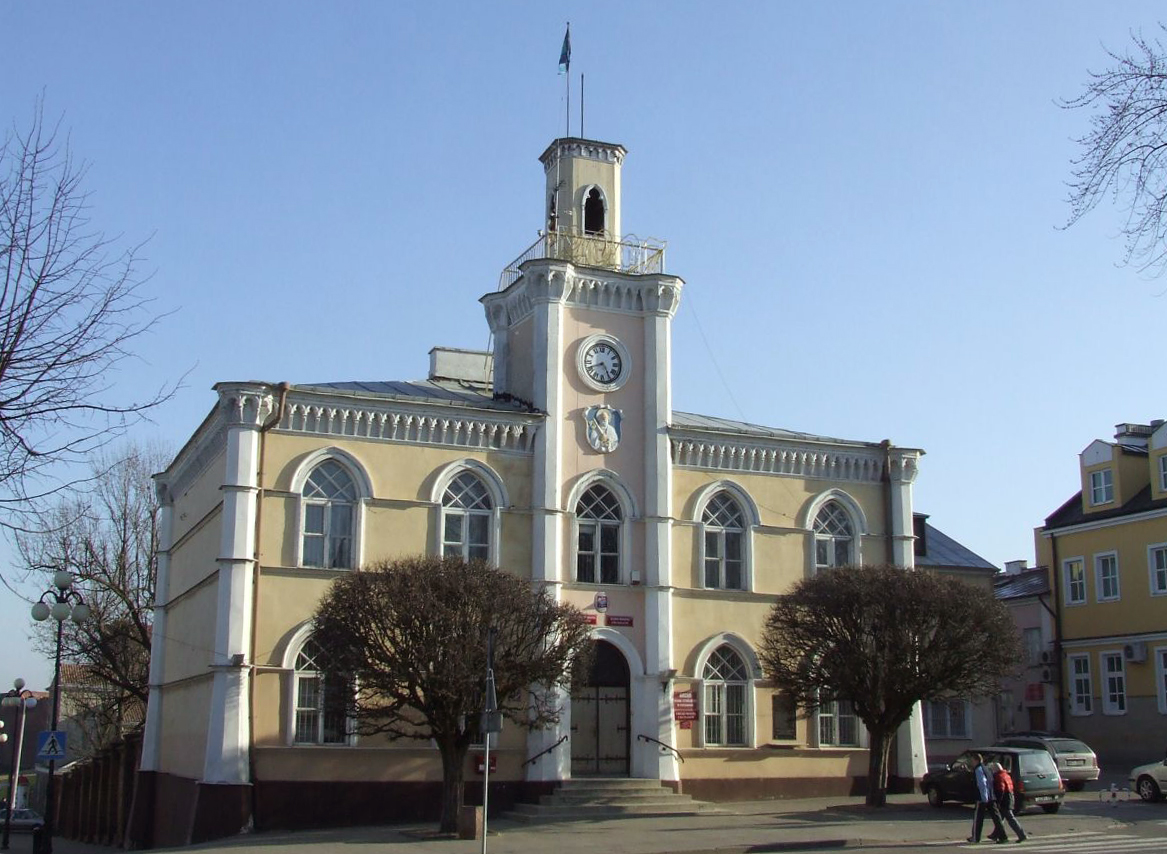
Ратуша
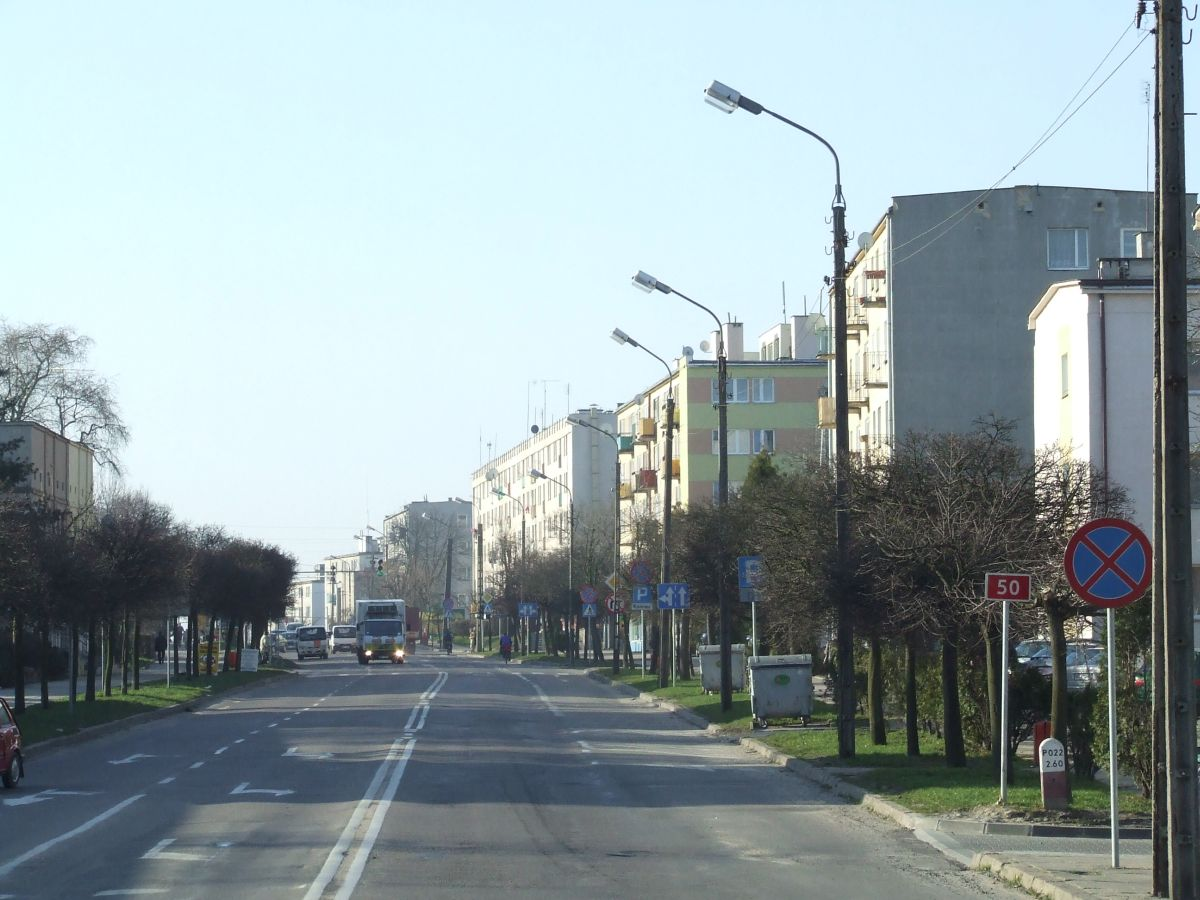
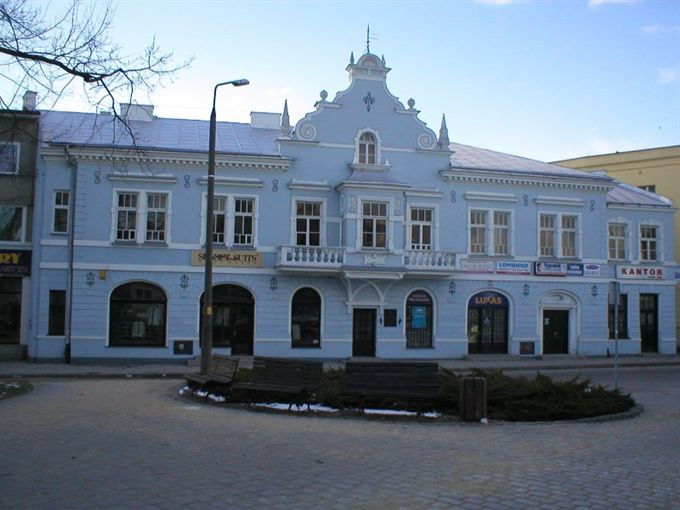
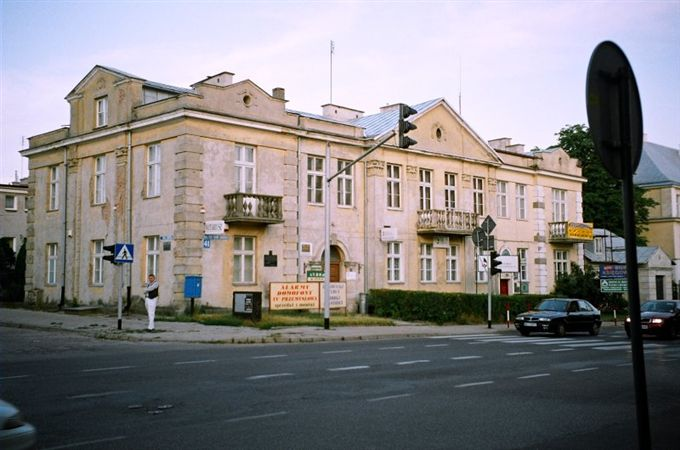
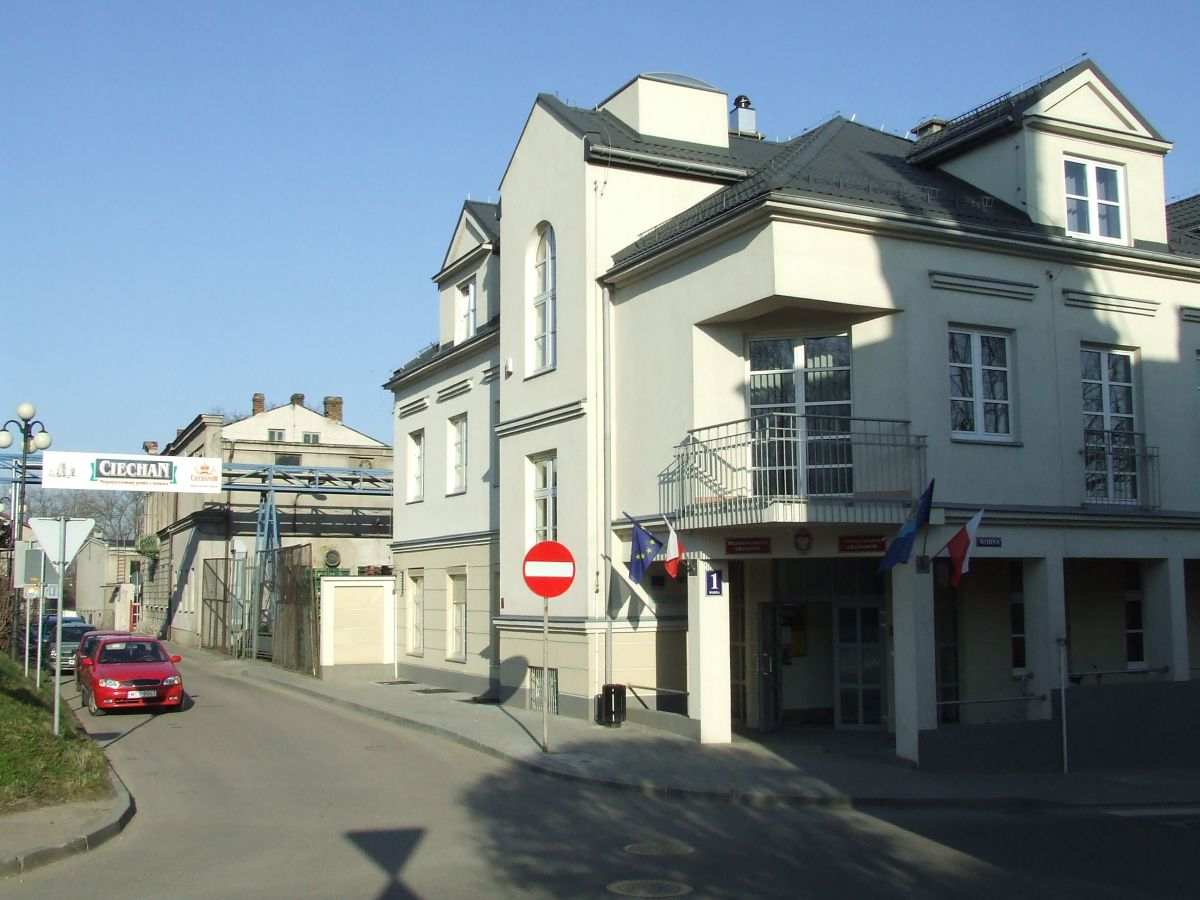
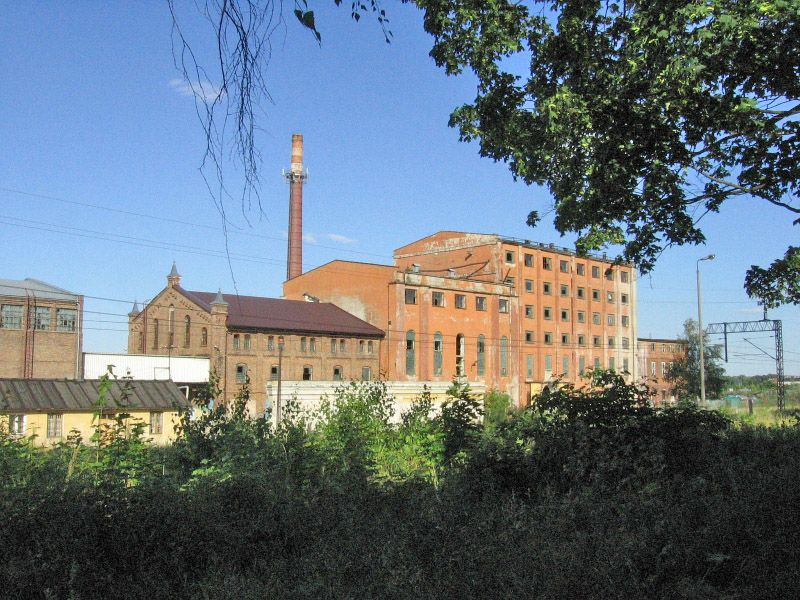
Сахарный завод
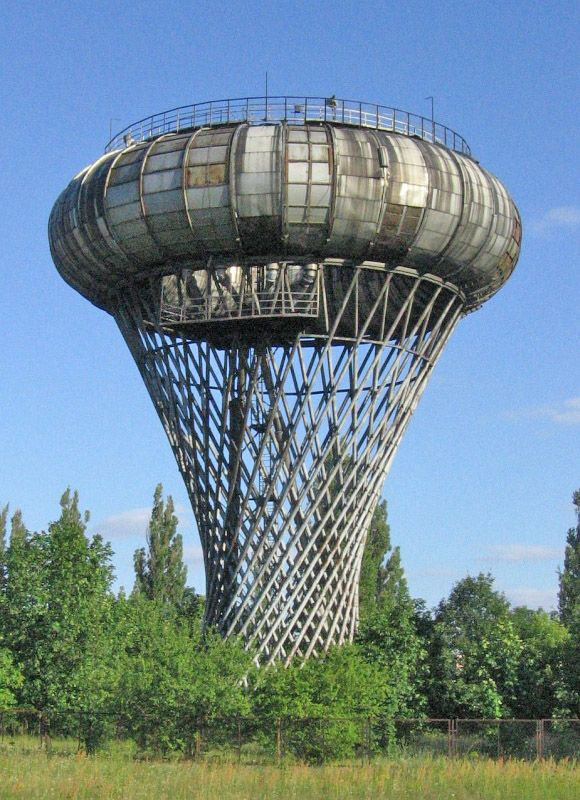
Водонапорная башня